# Psilochorus russelli
Psilochorus russelli là một loài nhện trong họ Pholcidae. Loài này được phát hiện ở México.